# Cal Fèlix (Sallent)
Cal Fèlix és una casa a la vila de Sallent (Bages) catalogada en l'Inventari del Patrimoni Arquitectònic de Catalunya. Casa de planta baixa, un pis i golfes àmplies per guardar-hi material. Hi ha tres portes d'accés a la casa: la del centre, per pujar a dalt el pis, i les laterals, que són magatzem-garatge. Al primer pis hi ha un balcó amb tres portes cobertes amb una mena de frontó clàssic i emmarcades amb pilastres corínties. Les golfes són molt altes i servien per a magatzem. Presenten sis finestres cobertes amb un arc de mig punt. A sobre de les dues centrals hi ha un relleu amb al·legories de caràcter industrial que reflecteix l'esperit emprenedor del propietari, amo d'una fàbrica de guix i d'una altra de tèxtil.